# Магістраль ФДР
Іст-Рівер-драйв Франкліна Д. Рузвельта (англ. Franklin D. Roosevelt East River Drive, англ. FDR Drive) — автомагістраль на східній стороні району Нью-Йорка Мангеттен. Починається біля Саут-стріт та Броад-стріт, на північ від підземного переходу Баттері-Парк, і пролягає на північ уздовж Іст-Ривер до розв'язки 125-ї вулиці / мосту Роберта Ф. Кеннеді / мосту Вілліс-авеню, де вливається в Гарлем-Рівер-драйв. Вся магістраль позначена як дорога штату Нью-Йорк 907L (NY 907L), непідписаний контрольний маршрут.
FDR Drive складається з нижньої, високої та підвищеної ділянок, а також трьох частково критих тунелів.
Магістраль має по три смуги руху в кожному напрямку, за винятком невеликої ділянки під Бруклінським мостом, де вона звужується до двох смуг у південному напрямку та однієї — у північному, та ділянки між мостом Квінсборо та 61 вулицею, де вона також звужується до двох смуг. Максимальна маса транспортних засобів обмежена 3600 кг на ділянці від 23 вулиці до Гарлем-Рівер-драйв. Також на цій ділянці заборонено автобусний рух. Комерційні перевезення (включаючи вантажний транспорт) заборонені вздовж всієї автомагістралі.